# Danse écossaise
 (mars 2021).
Si vous disposez d'ouvrages ou d'articles de référence ou si vous connaissez des sites web de qualité traitant du thème abordé ici, merci de compléter l'article en donnant les références utiles à sa vérifiabilité et en les liant à la section « Notes et références ».

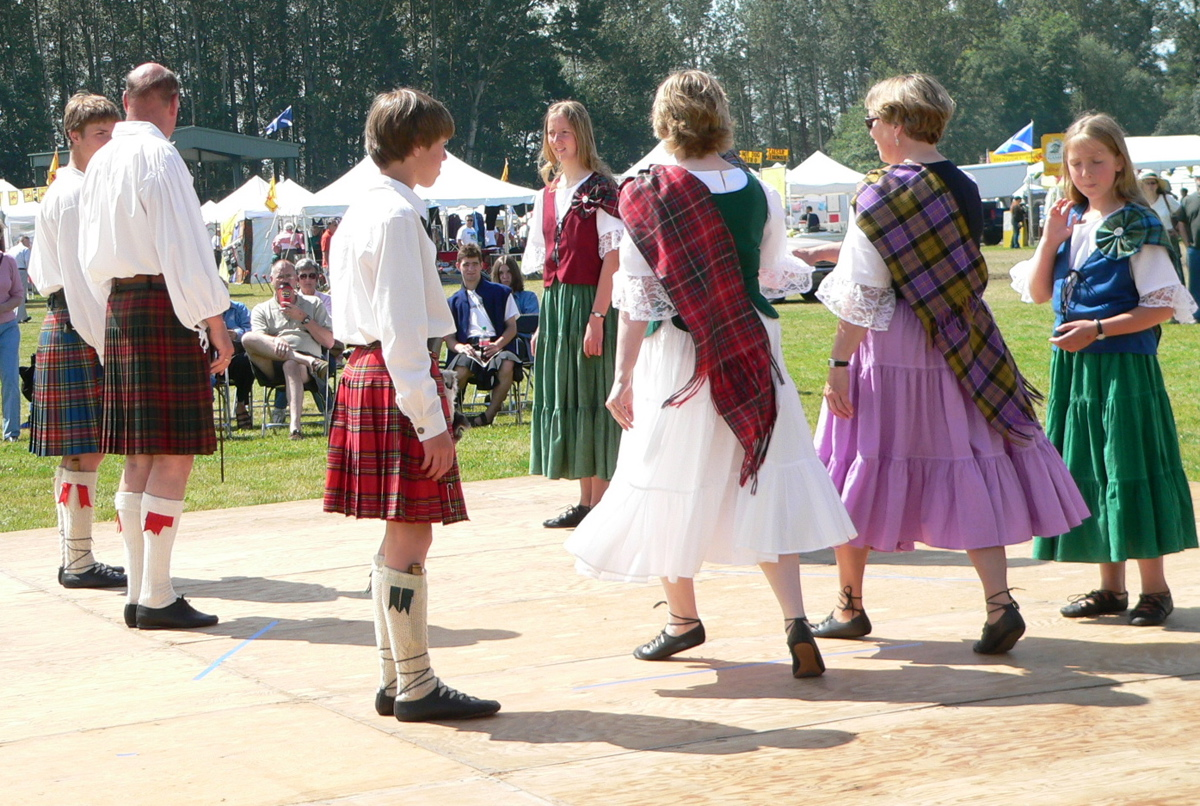
Un spectacle de contredanse écossaise lors des Highland Games de 2005 de Mount Vernon.

Les danses traditionnelles écossaises se répartissent en deux groupes :
- les danses de cour ;
- les danses des Highlands.

## Les danses de cour écossaises
Comme leur nom l'indique, ces danses étaient pratiquées à la cour d'Écosse et dans toute la noblesse écossaise ainsi que dans la bourgeoisie en général.
Ce sont des danses pour couples, généralement en formation de 4 couples alignés ou en quadrille. Le nombre de couples est variable. Il existe aussi des danses où les couples sont répartis soit sur un cercle (l'homme et la femme face au centre) soit sur les rayons de ce cercle (l'homme à l'intérieur).
Les danses rapides sont des "reels" en 
, et des gigues en 
.
Les danses lentes et élégantes s'appellent "strathspeys" en 
.
Les pas de bases sont le skip change of step (en 4 temps : hop-2-3-4), le pas de basque, le pas chassé, le pas de valse et occasionnellement le pas marché.
Aujourd'hui, ces danses ne sont plus réservées à certaines classes sociales, mais se pratiquent dans tous les pays de langue anglaise, mais aussi dans toutes les grandes villes européennes et japonaises.
Le style populaire s'appelle ceilidh dancing et le style plus formel et gracieux country dancing.

### Quelques exemples
- Duke of Edinburgh (le duc d'Édimbourg)
- Petronella
- Dashing White Sergeant (en trio sur les rayons du cercle)
- Gay Gordon (voir aussi chapelloise, gigue)

En plus des vieilles danses (reconstruites) des 18e et 19e siècles, le répertoire s'est agrandi avec des chorégraphies et des figures nouvellement créées, tout en respectant le style développé au XXe siècle. Les musiciens composent également de nouveaux airs dans le style traditionnel.

## Les danses desHighlands
Ce sont des danses plus difficiles, qui se pratiquent en solo. Il existe des concours pour cette catégorie de danse.
Leur style est inspiré de la danse classique : port de bras, entrechats, pieds tournés en dehors. Elles présentent très peu de déplacements, la priorité étant donnée aux jeux de jambes très rapides.
La plupart des véritables danses highland sont reliées aux coutumes folkloriques écossaises antiques. La forme actuelle a évolué au fil des siècles.
Les danses highlands  sont exécutées en solo. Elles ont les mouvements précis et difficiles et exigent beaucoup de vigueur et de coordination. À l'origine, elles étaient dansées par les hommes seulement. Mais aujourd'hui, ce sont majoritairement les femmes qui pratiquent ces danses. C'est le Scottish Official Board of Highland Dancing (SOBHD) qui est chargé de la réglementation. Plusieurs compétitions sont organisées à travers le monde (Canada, Écosse, États-Unis, Australie, etc.)
Les juges évaluent un danseur sur les trois critères suivants : synchronisation, technique et tenue.  
- La synchronisation se rapporte à la capacité du danseur de suivre le rythme de la musique. Les danseurs doivent placer les pieds, les bras et la tête dans une position très précise simultanément avec la musique.
- La technique signifie l'exécution correcte du travail de jambes dans la coordination avec les mouvements de tête, de bras et de main. L'élévation par rapport au sol compte fortement.
- La tenue générale a trait à l'interprétation de la danse. L'équilibre, la posture, le sourire et l'aspect général sont très importants. Peu importe la difficulté de la danse, le danseur doit montrer que les mouvements sont faciles, que c'est plaisant, bref, on ne doit pas voir l'effort fourni, et ce tout au long de la danse.

Traditionnellement, et encore aujourd'hui, ces danses se pratiquent au son des cornemuses. Voici quelques danses   :
- Highland Fling : une danse de victoire dans la bataille. Traditionnellement, les guerriers exécutaient cette danse sur le petit bouclier rond qu'ils portaient lors des batailles. C'est donc une danse de précision. Aujourd'hui, il s'agit de rester sur place !
- La danse de l'épée : Ghillie Callum, prince celtique, a "inventé" cette danse après un combat mortel contre un des chefs de MacBeth à la bataille de Dunsinane en 1054. On dit qu'il a pris l'épée du chef, l'a croisée au-dessus de la sienne et a commencé à danser au-dessus.
- Le seann triubhas : ses origines sont obscures. Elle représente une personne qui a perdu son pantalon ! À une certaine époque, les Écossais n'avaient pas le droit de porter le kilt, seulement les pantalons. La loi britannique de 1747 a été finalement abrogée l'ancienne loi, restituant ainsi le droit aux Écossais de porter leurs tartans et le kilt à nouveau. La danse imite  un écossais essayant de mettre le pantalons  (pendant la première de la danse) puis dans la dernière partie (plus rapide) son droit de porter le kilt et de retrouver ses coutumes.

Il existe d'autres danses, connues sous le nom de danses nationales écossaises. Elles sont d'origine plus moderne, ressemblent plus au ballet et ne se dansent pas en kilt :
- La jig irlandaise : c'est en fait une parodie des danses irlandaises. Une ménagère, fâchée que son mari ait pris l'argent pour aller prendre un verre, l'attend de pied ferme à son retour ! Contrairement aux jigs irlandaises, les Écossais y ont ajouté les jeux de bras, propres à leurs styles de danses.
- Le sailor hornpipe : c'est une danse de caractère, tout comme la jig irlandaise. Cette danse est commune à beaucoup de parties des îles britanniques. Son nom est dérivé du fait qu'habituellement l'accompagnement musical est joué au hornpipe plutôt qu'à la cornemuse. Elle est maintenant associée aux marins.

## Costumes
- Pour l'homme : kilt (avec épingle décorée et sacoche), chemise blanche avec fine cravate, veste foncée, hautes chaussettes écrues vertes ou noires (sous le genou) et chaussures de ville ou ghillies[1].
- Pour la femme : il existe différentes variantes, dont les principales sont :
  - Cour : longue robe blanche sans manche (la taille n'est pas marquée) ; longue écharpe en tissu à carreaux (tartan) accroché avec une épingle décorée sur l'épaule, passant sur la poitrine ou dans le dos jusqu'à la hanche opposée ; ghillies
  - Robe blanche, col carré, près du corps, au-dessus du genou (le bas est très évasé) ; tissus à tartan, mais le bas repose sur la hanche opposée ; ghillies'** Highlands : Kilt féminin, chemisier blanc à manches courtes, gilet sans manche près du corps, longues chaussettes (motif à carreaux) au-dessus du genou, ghillies.